# 塞迪卡
塞迪卡（Sedika）是埃塞俄比亞中部奧羅米亞州阿爾西地區的小鎮，位於首都亞的斯亞貝巴東南250公里。根據埃塞俄比亞中央統計局2005年的人口普查資料，塞迪卡人口約2,604，其中男性1,206人，女性1,398人。 在過去兩年，塞迪卡居民分別受雨災和旱災嚴重影響。